# Ismail Vechegurov
Ismail Vechegurov (2 de enero de 1969) es un deportista kazajo que compitió en judo. Ganó una medalla de bronce en los Juegos Asiáticos de 1994 en la categoría de –71 kg.

## Palmarés internacional
| Juegos Asiáticos | Juegos Asiáticos  | Juegos Asiáticos  | Juegos Asiáticos |
| Año              | Lugar             | Medalla           | Categoría        |
| ---------------- | ----------------- | ----------------- | ---------------- |
| 1994             | Hiroshima (Japón) | Medalla de bronce | –71 kg           |